# جيف ليمان
جيف ليمان هو اقتصادي كندي، ولد في 1975.